# Ciclone Christine
O ciclone tropical severo Christine foi o terceiro ciclone tropical e o segundo ciclone tropical severo da temporada de ciclones da região australiana de 2013–14. Ele atingiu a costa de Pilbara, na Austrália Ocidental, quase a meio caminho entre as principais cidades de Karratha e Port Hedland como um ciclone de categoria 4 na meia-noite de 31 de dezembro de 2013.

## História meteorológica
Em 25 de dezembro, o Australian Bureau of Meteorology relatou que uma ampla circulação de monções que eles monitoravam no noroeste da Austrália Ocidental havia desenvolvido um discreto centro de circulação. Nos dias seguintes, o sistema desenvolveu-se lentamente à medida que se movia em direção ao sul-sudoeste, antes de 28 de dezembro, o BoM relatou que o sistema havia se desenvolvido em um ciclone tropical de categoria 1 na escala de intensidade de ciclone tropical australiano e o nomeou Christine.
Intensificou-se para uma tempestade de categoria 2 em 29 de dezembro, categoria 3 em 30 de dezembro e, em seguida, uma categoria marginal 4 no mesmo dia. Alertas e avisos foram emitidos para áreas entre Derby e Exmouth, estendendo-se para o interior, além de Pilbara, até o Centro-Oeste e a região Goldfields-Esperance ao redor de Wiluna e Leinster.
Christine aterrissou entre Roebourne e Whim Creek enquanto se fortalecia por volta da meia-noite de 31 de dezembro, com o olho passando pela própria Roebourne, com Wickham contornando a borda do olho. A tempestade começou a virar para sudeste e a enfraquecer lentamente.

## Impacto

### Austrália Ocidental

Ciclone Christine intensificando-se na costa australiana em 29 de dezembro

Ao chegar à costa, Christine produziu fortes chuvas em uma grande parte do oeste australiano de Pilbara. Em Roebourne, um total de 134.2 mm (5.28 in) foi registada por um pluviômetro antes do instrumento falhar, enquanto a precipitação máxima diária total de 168 mm (6.6 in) foi observada em Abydos North. Além disso, Port Hedland registou 123.2 mm (4.85 in), Karratha 112.8 mm (4.44 in), enquanto as tempestades ao longo das bandas externas de Christine produziram totais de três dias de 181.8 mm (7.16 in) em Broome e 137.2 mm (5.40 in) na Baía de Lagrange. Todas as operações de mineração e transporte foram canceladas em Port Hedland, no entanto, nenhum dano real à infraestrutura de mineração foi relatado. Roebourne e Wickham suportaram o impacto dos ventos de Christine, com uma rajada máxima confirmada de 172 km/h (107 mph) registado em Roebourne. Ambas as cidades receberam danos significativos e de acordo com muitos residentes locais de Wickham, Christine foi o pior ciclone na memória recente; vários telhados foram significativamente danificados e muitas das árvores da cidade foram arrancadas e destruídas. Em Roebourne, os telhados de muitas casas desabaram com o peso da água ou foram arrancados por rajadas de vento, enquanto toda a cidade ficou sem eletricidade por um curto período. Karratha e Port Hedland foram poupados de qualquer dano maior, além de pequenas inundações e danos causados pelo vento. Conforme Christine se mudou para o interior, uma inundação fechou a Great Northern Highway ao norte de Newman, no entanto, a própria cidade recebeu rajadas de vento 70 km/h (43 mph) e apenas 25.0 mm (0.98 in) de chuva.
Estima-se que 3-4,5 toneladas de minério de ferro foram perdidas nas exportações em toda a região de Pilbara devido a Christine. As operações de mineração e os embarques foram suspensos por três dias, embora a maioria das instalações tenha sofrido apenas danos menores, se houver.  Apesar da tempestade, Port Hedland relatou uma exportação mensal recorde de 29,9 milhões de toneladas em dezembro de 2013, com 28,5 milhões de toneladas sendo minério de ferro. Isso ultrapassou o recorde anterior estabelecido em setembro de 2013 em cerca de 300.000 toneladas.

### Em outro lugar
À medida que a baixa remanescente de Christine se movia para sudeste e para o sul da Austrália, combinou-se com uma baixa térmica que gerou rajadas de vento e calor extremo em toda a Austrália central. Moomba registou um máximo de 49.3 °C (120.7 °F) em 2 de janeiro, quase batendo o recorde anterior estabelecido no ano anterior. 70 km/h (43 mph) ventos combinados com o calor causaram perigos catastróficos de incêndio em todo o interior do sul e uma proibição total de incêndios foi emitida para o sul da Austrália. À medida que o calor extremo se movia para o leste, as temperaturas de 48.7 °C (119.7 °F) foram registados em Birdsville, Queensland e 49.1 °C (120.4 °F) em Walgett, New South Wales. Mais ao sul, no entanto, os restos de Christine causaram chuvas leves e uma mudança mais fria na área de Adelaide, enquanto tempestades isoladas causaram 42.8 mm (1.69 in) de chuva cair em Eucla, mais do que o triplo da média mensal das áreas. Victoria e o sul de New South Wales também registaram chuva fraca e uma mudança mais fria dos remanescentes de Christine, com Melbourne relatando 4.8 mm (0.19 in) e temperaturas máximas na casa dos 20 °C durante o período de Ano Novo.
O nome Christine foi substituído por Catherine em 2014, mas o nome não foi confirmado como aposentado.